# Esteban Mellino
Esteban Mellino (Ciudad de Buenos Aires, 13 de marzo de 1945 - 9 de junio de 2008) fue un actor argentino de teatro y televisión. Su personaje más recordado es el del Licenciado Diógenes Rubens Lambetain. Mellino falleció el 9 de junio de 2008 como consecuencia de un paro cardiorrespiratorio tras ser internado tres días antes en el Instituto Médico de Alta Compejidad.

## Biografía
Nacido en el barrio de San Telmo, Mellino cursó los estudios secundarios en el Nacional Mariano Moreno e ingresó (y abandonó) las carreras de medicina y psicología. Más tarde llegó a estudiar actuación con Lee Strasberg.
En televisión, popularizó al grotesco personaje del Profesor Lambetain en el programa «Badía y compañía», llegando a tener su propio programa por las tardes, y más adelante en Café Fashion y en distintas obras teatrales por la Costa Atlántica y las sierras cordobesas, especialmente Carlos Paz. La última, acompañado de Beatriz Salomón y Marianela Mirra.
Hermano de Carlos Mellino, quien ha escrito varias letras de canciones de su grupo Alma y Vida, entre ellas, Del gemido de un gorrión.
También ha escrito poesía y libretos teatrales. Al momento de fallecer estaba representando con éxito «Loco posee la fórmula de la felicidad», una obra teatral suya.

## Trayectoria

### Cine

#### Como director
- 2001: Loco, posee la fórmula de la felicidad
- Esteban Mellino
- Victoria Manno

#### Como actor
- 1985: Las barras bravas
- 1985: Tacos altos
- 1987: Los matamonstruos en la mansión del terror
- 2001: Loco, posee la fórmula de la felicidad
- 2007: Más que un hombre

### Televisión
- 1985: Badia y Compañía
- 1986: Las clases del profesor Lambetain
- 1987: Re-Lambetain
- 1987: Clave de Sol
- 1989: Vamos, Mingo todavía
- 1991-1992: El Gordo y El Flaco
- 1992-1996: Ta Te Show
- 1999-2001: El humor de Café Fashion
- 2002: Fashion Vip
- 2004: Los secretos de papá
- 2007: Sos mi vida

### Discografía
- 1986: "El disco de oro de Lambetain" - UMBRAL